# 全力委員長
『全力委員長』（ぜんりょくいいんちょう）は、のしおによる日本の4コマ漫画。竹書房の雑誌『まんがライフオリジナル』（月刊）で連載された。

## 概要
とある小学校（名前は不明）の5年1組のとても強気で行動的なクラス委員長・一原ふみと、個性豊かなクラスメイト達が織り成す学園コメディ4コマ漫画。主要登場人物は、作者の投稿作品や読切作品で主役を張ったキャラが多く、集大成的な作品といえる。
なお、舞台の小学校は制服着用義務のある学校である（夏服が半袖シャツ、冬服は長袖シャツの上に青色ベスト。男子は赤色ネクタイとズボン、女子は赤色リボンと吊りスカートを着用。他に冬季通学用のコートがある）。

## 掲載誌
- 『まんがライフオリジナル』2007年2月号にゲスト掲載、5月号から7月号まで短期連載を経て、10月号より2011年1月号まで連載。
- 『まんがライフMOMO』2010年2月号にゲスト掲載。

## 登場人物

### 5年1組
一原 ふみ
主人公。5年1組のクラス委員長を務める女子児童。皆からは委員長と呼ばれている。
とても気が強くて権力欲や支配力旺盛だが、勉強、スポーツともに不得手。おまけに担任教師を弄るわ授業中に堂々と居眠りするわの問題児童。しかし委員長としての責任感はそれなりにあり、負けず嫌いで努力家ではある。
委員長らしい格好として三つ編みおさげに眼鏡をかけているが、それらは付け毛に伊達眼鏡。それらを失うと没個性的で気弱な性格となる。また、学校の外では普通の格好をしている。
最終回の頃には普通に三つ編みできるくらいに髪が伸びている。
鳥丸 悟
副委員長を務める男子児童。一原からはNo.2と呼ばれている。基本的に突っ込み役。
やや目つきが悪いが、まじめでお人好しな良識派。悪ぶってみせて善行を行うことが多い。かなりの猫好き。兄が3人いるらしい。
最終回、圧倒的得票数で委員長になるものの、一原に譲っている。
小山田 直子
外見から想像できないくらいに考えすぎなくらいにネガティブ思考の持ち主。友人は一人しかいない。
過去の人生から現在の家庭環境はかなり悲惨なものだったらしい。テストの成績は割と普通で、夏休みの宿題はきちんとやっている。図書委員。
作者の投稿作品で主役を張ったキャラである。
マナ
小山田のただ一人の友人。小山田に対しての突っ込み役。
ボーイッシュで活発な性格。テストの成績は悪いが運動神経は優れている。6人家族である。
宮本 やよい
制服着用が義務付けられているにもかかわらず、常に着物を着ている女子児童。一原からはざしきわらしと呼ばれている。
古風で厳格な言葉遣いをするが礼儀正しいわけではない。担任に対しては無礼そのもの。外では下駄ばき。しかし意外と現代的な部分も存在する。
チラリズムを理解する元気な祖父がいる。
作者の投稿作品で主役を張ったキャラの一人。
佐矢三 美月
5年1組の飼育委員を務める女子児童。セミロングに少し太い眉毛が特徴。
心優しく、動物好きで獣医を目指している。飼育小屋の中ではバニーガール風の格好（ウサギ耳と蝶ネクタイ）をつけている。
飼育小屋のヌシでもある巨大ウサギに振り回されているようで、実際はきちんと抑えている。セクハラには厳しい。
花野 つぼみ
5年1組の女子児童。アホ毛持ち。初期は後頭部に花の形をした髪飾りをしていた。
天然ボケな上にテストでは毎回0点を記録する劣等生だが、トンチの効いた受け応えができる。運動神経はある。
年齢の離れた姉がいる。

### 教職員、そのほか
担任の先生（名前は不明）
5年1組の担任をしている女性教師。
穏やかだが重度の天然ボケ。教師としての威厳や能力に欠けており、年齢のことで一原からいじられたり宮本から率直に馬鹿にされてしまう。鳥丸からでさえ呆れられているが、学級崩壊にまでは至っていない。
若く見えるが、実は30代。
ウサギさん
佐矢三が世話している飼育小屋のウサギの中にいる、人間の言葉を話し直立歩行をする大型ウサギ。飼育小屋のヌシ。
いつも佐矢三を振り回しているようだが、実際はきちんと抑えられてしまっている。
色好みなのか、佐矢三にバニーガール風の格好をさせたり、セクハラじみた事をすることがある。
つぼみの姉
つぼみの保護者だと思われる。学生か社会人か現時点では不明（最低でも高校生以上の年齢）。
つぼみの成績劣等生ぶりやトンチの効いた回答に対して突っ込みを入れている。

## 単行本
1. ISBN 978-4812472064